# Sándor Veress
Sándor Veress (ur. 1 lutego 1907 w Koloszwarze, zm. 4 marca 1992 w Bernie) – węgierski kompozytor.

## Życiorys
W 1916 roku zamieszkał wraz z rodziną w Budapeszcie, gdzie w latach 1923–1927 studiował w tamtejszej Akademii Muzycznej u Béli Bartóka (fortepian) i Zoltána Kodálya (kompozycja). Od 1929 do 1933 roku był pracownikiem Muzeum Etnograficznego w Budapeszcie, gdzie kształcił się pod kierunkiem László Lajthy w zakresie folkloru i etnomuzykologii. W 1930 roku prowadził badania terenowe w Mołdawii. W latach 1937–1940 pracował pod kierunkiem Bartóka w Węgierskiej Akademii Nauk. Od 1943 do 1948 roku wykładał w Akademii Muzycznej w Budapeszcie. W 1945 roku wstąpił do węgierskiej partii komunistycznej.
W 1949 roku skorzystał z okazji wyjazdu na premierę swojego baletu w Sztokholmie i uciekł z kraju. Osiedlił się w Szwajcarii. Od 1950 do 1977 roku wykładał kompozycję i teorię muzyki w konserwatorium w Bernie, w latach 1968–1977 wykładał także etnomuzykologię na Uniwersytecie Berneńskim. W latach 1965–1967 i 1972 prowadził gościnnie wykłady w Stanach Zjednoczonych i Australii. W 1975 roku uzyskał oficjalnie szwajcarskie obywatelstwo.
Otrzymał nagrodę fundacji Bartók-Pásztory (1985), nagrodę kompozytorską Schweizerischer Tonkünstlerverein (1986) i nagrodę miasta Berna (1987).

## Twórczość
Jako kompozytor nawiązywał do węgierskiej muzyki ludowej i dorobku artystycznego Béli Bartóka, do momentu emigracji z kraju tworzył obok dzieł ambitnych także utwory o przeznaczeniu pedagogicznym i opracowania pieśni ludowych, związane z jego pracą zawodową. Po wyjeździe do Szwajcarii z twórczości Veressa znikają elementy węgierskiego folkloru muzycznego, pojawiają się natomiast wątki o charakterze osobistym i poszukiwania nowego języka dźwiękowego. Interesował się dodekafonią, którą traktował jednak jako element urozmaicenia melodyki, a nie podstawę konstrukcyjną utworu. W latach 60. XX wieku przejściowo radykalnie zradykalizował swój styl, wprowadzając klastery i rozwiązania aleatoryczne.
Opublikował prace Népdal, népzenegyűtjés (Budapeszt 1936), Béla Bartók, the Man and the Artist (Londyn 1948) oraz La raccolta della musica popolare ungharese (Rzym 1949).

## Wybrane kompozycje
(na podstawie materiałów źródłowych)

### Utwory orkiestrowe
- Divertimento na małą orkiestrę (1935)
- Partita na małą orkiestrę (1936)
- Koncert skrzypcowy (1937–1939)
- Csürdöngölő (1938)
- 2 symfonie (I 1940, II „Sinfonia minneapolitana” 1952)
- 4 danze transilvane na smyczki (1944–1949)
- Sirató ének in memoriam Béla Bartók (1945)
- Előjáték egy tragédiahoz (1947)
- Drámai változatok (1947)
- uwertura Respublica (1948)
- Hommage à Paul Klee na 2 fortepiany i smyczki (1951)
- Koncert na fortepian, smyczki i perkusję (1952)
- Sonata (1952)
- Koncert na kwartet smyczkowy i orkiestrę (1960–1961)
- Passacaglia concertante na obój i smyczki (1961)
- Wariacje na temat Zoltána Kodálya (1962)
- Expovare na flet, obój i smyczki (1964)
- Musica concertante na 12 instrumentów smyczkowych (1965–1966)
- Koncert klarnetowy (1981–1982)
- Orbis tonorum na orkiestrę kameralną (1986)
- Concerto tilincó na flet i orkiestrę (1988–1989)
- Koncert na 2 puzony i orkiestrę (1989)

### Utwory kameralne
- 2 kwartety smyczkowe (I 1931, II 1936–1937)
- Sonata na skrzypce solo (1935)
- II sonata skrzypcowa na skrzypce i fortepian (1939)
- Trio na skrzypce, altówkę i wiolonczelę (1954)
- Trio na fortepian, skrzypce i wiolonczelę (1963)
- Sonata na wiolonczelę solo (1967)
- Diptychon na kwintet dęty (1968)
- Introduzione e Coda na klarnet, skrzypce i wiolonczelę (1972)
- Trio na baryton, altówkę i wiolonczelę (1985)
- Stories and Fairy Tales na 2 perkusistów (1987)

### Utwory fortepianowe
- Sonata (1929)
- Sonatina (1932)
- Sonatina dla dzieci (1932)
- Sonatina dla początkujących (1933)
- 15 małych utworów (1935)
- Mała suita (1938)
- 6 Csárdás (1938)
- 20 utworów (1938)
- Fingerlarks (1946)

### Utwory wokalno-instrumentalne
- Sancti Augustini Psalmus contra partem Donati na bas, chór i orkiestrę (1944)
- Laudatio musicae na sopran, chór i orkiestrę (1958)
- Elegie na baryton, orkiestrę smyczkową i harfę (1964)
- Das Glasklängespiel na chór i orkiestrę (1978)

### Balety
- Csodafurulya (1937, wyst. Rzym 1941)
- Térszili Katicza (1942–1943, wyst. Sztokholm 1949)